# Premières Neiges (film)
Pour les articles homonymes, voir Premières Neiges.
Pour plus de détails, voir Fiche technique et Distribution.
Premières Neiges (Snijeg) est un franco-bosnien réalisé par Aida Begić, sorti en 2008.

## Synopsis
Automne 1997. Dans la commune de Slavno, en Bosnie, seuls six femmes, un vieil homme et quelques enfants ont survécu à la guerre. Fils, pères et maris ont été assassinés pendant la guerre de Bosnie-Herzégovine. Vivant dans le souvenir, les femmes imitent leurs proches disparus et nourrissent l'espoir de les voir réapparaître. Un jour, deux hommes d'affaires serbes arrivent au village et incitent les habitants à quitter leur sol natal, moyennant une forte somme d'argent. Une tempête de neige survient alors et empêche tout déplacement.

## Fiche technique
- Titre du film : Premières Neiges
- Titre original : Snijeg
- Réalisation : Aida Begić
- Scénario : A. Begic, Elma Tataragic
- Photographie : Erol Zubcevic - Couleurs, 1,85 : 1
- Musique : Igor Camo
- Production : E. Tataragic, Benny Drechsel, Karsten Stöter pour Les Films de l'Après-Midi, Rohfilm et Documentary and Experimental Film Center
- Lieu de tournage : Zigovi, Bosnie
- Durée : 99 minutes
- Pays d'origine :  France/ Bosnie-Herzégovine
- Langue : bosniaque
- Sortie : 20 mai 2008 au Festival de Cannes ; 8 octobre 2008 à Paris

## Distribution
- Zana Marjanović : Alma
- Jasna Ornela Bery : Nadija
- Sadzida Setic : Jasmina
- Vesna Masic : Safija
- Emir Hadzihafizbegovic : le grand-père
- Irena Mulamuhic : la grand-mère
- Jelena Kordic : Sabrina
- Muhamed Hadzovic : Hamza
- Jasmin Geljo : Miro
- Dejan Spasic : Marc
- Alma Terzic : Lejla

## Distinctions
- Grand prix de la Semaine de la critique au Festival de Cannes 2008
- Prix de l'égalité entre hommes et femmes au Festival international du film de Thessalonique 2008
- Prix du public, Mention spéciale au Festival du film de Trieste 2008
- Freedom Award Auteur Film Festival 2008
- Prix du scénario au Festival international du film de femmes de Salé 2009
- Grand Prix au Festival international du film européen de Prague 2009
- Prix spécial du jury pour le meilleur premier film au Festival international du cinéma méditerranéen de Tétouan 2009

## Autour du film
- Aida Begić, native de Sarajevo, a vécu les évènements tragiques survenus dans son pays comme un tournant décisif de son existence. Ceux-ci lui ont permis de saisir à quel point l'art et la culture, et, par conséquent, le cinéma pouvaient être des moyens de survie essentiels pour des peuples confrontés à des conditions extrêmes. Premières Neiges, son premier long métrage, lui permet « d'affronter le traumatisme de la violence d'une façon incisive et sans sentimentalisme. »[1]
- En préparant le film, Aida Begić et son équipe ont éprouvé, néanmoins, bien des difficultés à trouver un lieu de tournage adéquat. Beaucoup de villages bosniaques dévastés restent à déminer.
- Bien que les femmes du village - grandes héroïnes du film - soient soudées par l'expérience collective des atrocités, Premières Neiges n'offre pas un inventaire de leurs souffrances endurées. « Aida Begić n'essaie même pas d'évoquer l'indicible et l'indescriptible par les dialogues. Elle les dépeint au contraire au travers d'étranges rituels [...]. On dirait que tout le village est paralysé, pris dans un étau qu'aucun lendemain ne viendra briser. »[2]
- Pourtant, deux faits - la rencontre d'un chauffeur routier et la venue de deux investisseurs étrangers - finissent par interrompre la torpeur ambiante. « Les villageois doivent-ils vendre leurs terrains, améliorer leur situation financière et tourner le dos aux démons du passé ? Ou bien doivent-ils, comme Alma, rester coûte que coûte et prendre un nouveau départ pour nourrir la moitié de la Bosnie de leurs produits maison ? », écrit Christoph Terhechte[3].
- Aida Begić infléchit, grâce aux premières neiges qui surprennent le village, la conclusion vers l'intemporelle question : « Comment les hommes vivent ensemble et comment leur histoire devient un moyen essentiel de subsistance ? »[4]